# La mia sposa americana
La mia sposa americana (My American Wife) è un film muto del 1922 diretto da Sam Wood.

## Trama
La bella Natalie Chester, che proviene dal Kentucky, e l'argentino Manuel La Tassa si conoscono a una corsa ippica. I due sono subito attirati uno dall'altra e, quando, durante un ricevimento, Pedro De Grossa insulta la ragazza, Manuel si sente in dovere di difenderne l'onore, sfidando l'uomo a duello. Il padre di De Grossa, volendo assicurare la vittoria al figlio, assume un killer, Gomez, per tendere un agguato a Manuel.
Natalie scopre il complotto e induce il sicario a confessare. Pedro è costretto a lasciare il paese mentre Manuel accetta il governo della nazione, affiancato da Natalie, che diventerà sua moglie.

## Produzione
Il film fu prodotto dalla Famous Players-Lasky Corporation.

## Distribuzione
Distribuito dalla Famous Players-Lasky Corporation e dalla Paramount Pictures, uscì nelle sale cinematografiche USA il 31 dicembre 1922.